# ウパール鎮

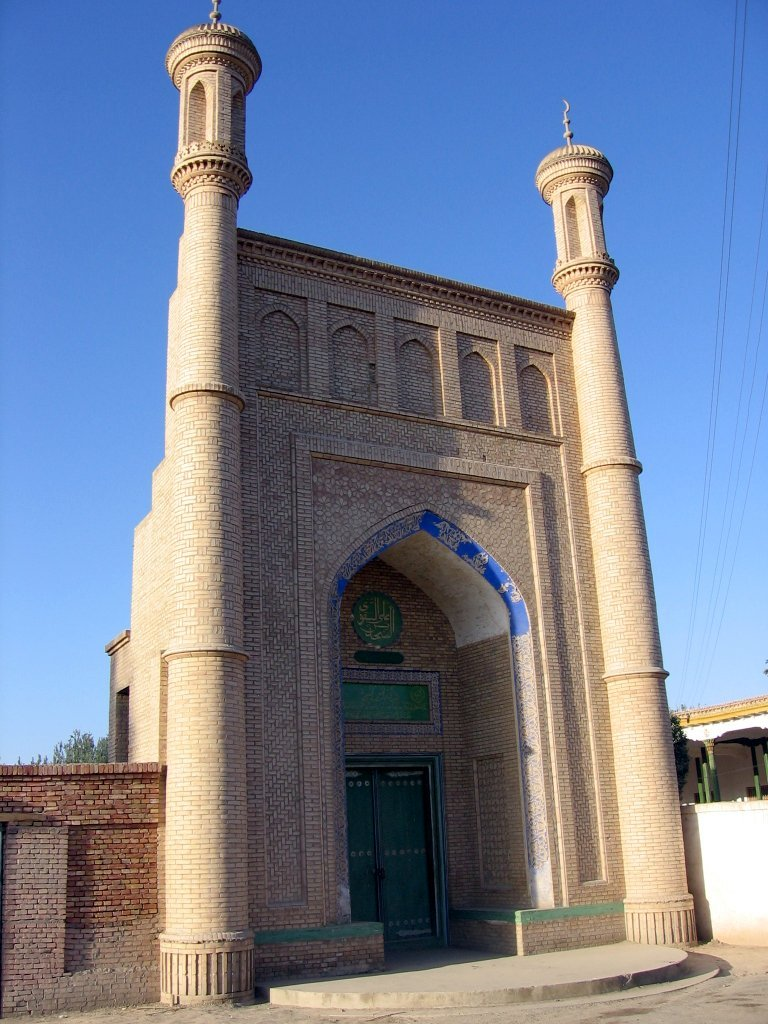
モスク

ウパール鎮（ウパールちん、中国語: 乌帕尔镇、英語: Upal Town）は中国新疆ウイグル自治区カシュガル地区疏附県にある鎮である。カシュガル市からカラコルム・ハイウェイを南西へ50キロメートルいったところにあり、人口は31,000人。   ウパールはインド・ヨーロッパ祖語の、後に英語のオパールになった言葉からきているといわれている。2014年にウパール郷からウパール鎮に昇格された。
中心市街地の中心部で毎週月曜日に「ウパール村の月曜バザール」が開かれるので知られている。 

## マフムード・カーシュガリー
11世紀後半に初めてのテュルク諸語の辞書を表したウイグル人学者のマフムード・カーシュガリー（Mahmud al-Kashgari）はこの村で亡くなっていて、彼の墓がある。

## 参照項目
- カシュガルの観光地
- 月曜バザール (ウパール村)